# Cleveland Dear
Cleveland Dear (* 22. August 1888 in Sugartown, Beauregard Parish, Louisiana; † 30. Dezember 1950 in Alexandria, Louisiana) war ein US-amerikanischer Politiker. Zwischen 1933 und 1937 vertrat er den Bundesstaat Louisiana im US-Repräsentantenhaus.

## Werdegang
Cleveland Dear besuchte die öffentlichen Schulen seiner Heimat und studierte danach bis 1910 an der Louisiana State University in Baton Rouge. Nach einem anschließenden Jurastudium an der gleichen Universität und seiner im Jahr 1914 erfolgten Zulassung als Rechtsanwalt begann er in Alexandria in seinem neuen Beruf zu arbeiten. Während des Ersten Weltkrieges war er Oberleutnant in einer Artillerieeinheit der US Army. Zwischen 1920 und 1933 fungierte Dear als Bezirksstaatsanwalt im neunten Gerichtsbezirk von Louisiana.
Politisch war er Mitglied der Demokratischen Partei. Bei den Kongresswahlen des Jahres 1932 wurde er im achten Wahlbezirk von Louisiana in das US-Repräsentantenhaus in Washington, D.C. gewählt, wo er am 4. März 1933 die Nachfolge des in den Senat wechselnden John H. Overton antrat. Nach einer Wiederwahl im Jahr 1934 konnte er bis zum 3. Januar 1937 zwei Legislaturperioden im Kongress absolvieren. Während dieser Zeit wurden dort viele der New-Deal-Gesetze der Bundesregierung unter Präsident Franklin D. Roosevelt verabschiedet. Seit 1935 war Dear Vorsitzender des ersten Wahlausschusses (Committee on Elections No. 1).
1936 verzichtete er auf eine erneute Kandidatur. Stattdessen bewarb er sich erfolglos um die Nominierung seiner Partei für die Gouverneurswahlen. Nach seinem Ausscheiden aus dem US-Repräsentantenhaus arbeitete Dear zunächst wieder als Anwalt. Im Jahr 1941 wurde er Richter im neunten Gerichtsbezirk von Louisiana. Dieses Amt bekleidete er bis zu seinem Tod am 30. Dezember 1950 in Alexandria.